# Муталиев, Абубакар Гамзатович
Абубакар Гамзатович Муталиев (род. 27 октября 1997, Хасавюрт, Дагестан) — российский борец вольного стиля, призёр чемпионата России.

## Биография
Родился 27 октября 1997 года в городе Хасавюрт республики Дагестан. По национальности чеченец. В июне 2014 года в селе Хебда стал вторым на открытом республиканском турнире по вольной борьбе среди юношей. В декабре 2014 года на зональном первенстве Дагестана среди юниоров в Хасавюрте занял второе место, уступив Рамизу Гамзатову. В октябре 2019 года стал обладателем Межконтинентального Кубка, обыграв в полуфинале американца Томаса Гилмана, а в финале Хасанхусейна Бадрудинова. В январе 2021 года на чемпионате Дагестана в весовой категории до 61 кг занял пятое место. В марте 2021 года на чемпионате России в Улан-Удэ стал бронзовым призёром. 28 февраля 2023 года ему было присвоено звание мастер спорта России международного класса.

## Спортивные результаты
- Межконтинентальный Кубок 2019 — ;
- Чемпионат России по вольной борьбе 2021 — ;
- Чемпионат мира по борьбе 2021 — 5;
- Чемпионат России по вольной борьбе 2025 — ;